# Йохан Франц Йозеф фон Неселроде-Райхенщайн
Йохан Франц Йозеф фон Неселроде-Райхенщайн (на немски: Johann Franz Joseph Graf zu Nesselrode-Reichenstein; * 2 септември 1755 в Бург Фондерн в Оберхаузен; † 24 октомври 1824 в Хертен) е граф на Неселроде-Райхенщайн, таен съветник на Курфюрство Кьолн, от 1786 до 1795 г. президент на дворцовия съвет, главен кемерер, щатхалтер на Фест Реклингхаузен, амтман на Кемпен, Бланкенберг и Щайнбах, наследствен маршал и наследствен кемерер на Херцогство Берг, наследствен директор на Бергското рицарство и от 1806 г. министър на вътрешните работи.
Той е син на граф Йохан Вилхелм Максимилиан фон Неселроде-Ландскрон-Гримберг († 1800) и съпругата му графиня Мария Терезия фон Ауершперг (1729 – 1803), дъщеря на граф Георг Зигмунд фон Ауершперг-Кихберг ам Валд (1674 – 1734) и графиня Мария Терезия фон Ауершперг (1686 – 1756).
След окупацията на левия браяг на Рейн от французите, той се оттегля през 1801 г. в двореца си в Хертен във Фест Реклингхаузен и през 1803 г. губи всичките си служби. През 1806 г. новият велик херцог на Берг Йоахим Мурат го прави министър на вътрешните работи с ресурсите военен министър и министър на правосъдието. През 1812 г. той става също президент на държавния съвет. На 30 декември 1811 г. Наполеон го прави офицер на „Почетния легион“.
Понеже синовете му умират преди него, той е наследен от внук му Феликс Дросте Фишеринг цу Неселроде-Райхенщайн (1808 – 1865), син на най-голямата му дъщеря Мария Каролина фон Неселроде (1779 – 1858).

## Фамилия
Йохан Франц Йозеф фон Неселроде-Райхенщайн се жени на 22 юли 1777 г. в Бургел за графиня Йохана Фелицитас Мария Валбурга Каролина Франциска де Паула фон Мандершайд-Бланкенхайм (* 4 ноември 1753, Бланкенхайм; † 19 юли 1828, Хертен), дъщеря на граф Йохан Вилхелм фон Мандершайд-Бланкенхайм (1708 – 1772) и принцеса Луиза Франциска Вилхелмина Анселмина фон Залм-Залм (1725 – 1764). Те имат седем деца:
- Йохан Вилхелм Карл Франц (* 5 юли 1778; † февруари 1822), женен на 31 октомври 1802 г. за графиня Каролина Августа цу Неселроде-Ересховен (* 17 юни 1787; † 8 февруари 1846, Вресторф); бездетен
- Мария Каролина Шарлота Тереза Жозефина (* 13 септември 1779, Хертен; † 21 януари 1858, Мюнстер, Вестфален), омъжена на 24 септември 1799 г. в Хертен за фрайхер/граф Адолф Хайденрайх Бернхард Антон Йозеф Мария Дросте цу Фишеринг (* 1 юни 1769; † 30 декември 1826, Дарфелд)
- Йохан Вилхелм Август (* 6 май 1781; † 2 февруари 1782)
- Йохан Максимилиан Фридрих Франц (* 26 февруари 1783; † 1 септември 1813, в битка)
- Мария София Филипина (* 9 септември 1784; † 1839)
- Йохан Франц Йозеф (* 10 септември 1786; † октомври 1787)
- Мария Терезия Вилхелмина (* 4 април 1788)